# Tarszoszi Antipatrosz
Tarszoszi Antipatrosz (i. e. 3. század) görög filozófus.
Tarszoszról származott, a sztoikus filozófia követője. Babilóni Diogenész tanítványa volt, ő maga Panaitioszt tanította. Korabeli források említik néhány munkáját.